# RC6
Em criptografia, RC6 é uma cifragem em bloco de chave simétrica derivada do RC5. Foi desenvolvida por Ron Rivest, Matt Robshaw, Ray Sidney, e Yiqun Lisa Yin para atender as exigências do Advanced Encryption Standard (AES). O algoritmo foi um dos cinco finalistas, e também foi enviado aos projetos NESSIE eCRYPTREC. É um algoritmo de propriedade patenteada pela RSA Security.